# Typhlapseudes nereus
Typhlapseudes nereus är en kräftdjursart som beskrevs av Frank Evers Beddard 1886. Typhlapseudes nereus ingår i släktet Typhlapseudes och familjen Apseudidae. Inga underarter finns listade i Catalogue of Life.